# Black Holes and Revelations Tour
A Black Holes and Revelations Tour foi uma turnê mundial da  banda inglesa de rock alternativo chamado Muse, para apoiar o lançamento do seu álbum Black Holes and Revelations. Os shows da banda durante a turnê foram marcados por grandes efeitos especiais e apetrechos.
Em julho de 2006, a banda anunciou que esta turnê seria a "maior de todas" para apoiar o álbum.
A turnê começou com uma apresentação no Radio 1's Big Weekend em Dundee, Escócia e nos primeiros shows nos primeiros meses a banda tocou em uma série de concertos no Reino Unido incluindo no Reading and Leeds Festivals. Depois a banda visitou vários países em quase todos os continentes, fazendo shows em países como Inglaterra, boa parte da Europa, Estados Unidos, Canadá, Austrália, Japão, República Popular da China, Coreia do Sul e Brasil. A banda fez também várias apresentações na América Latina, que incluíram shows no México, Colômbia, Argentina e Chile. No Brasil, a banda se apresentou no Rio de Janeiro, São Paulo e Brasília. Em 2008, Muse foi tocar em Portugal no Rock in Rio Lisboa.
O maior show da turnê foram as duas noites de apresentações no novo Wembley Stadium em 16 e 17 de junho de 2007. Foram a primeira banda a vender todos os ingressos no novo estádio. O concerto acabou sendo lançado em DVD com um álbum ao vivo. Este CD/DVD recebeu o nome de HAARP e foi um sucesso em vendas.
A turnê se encerrou em 17 de agosto de 2008 quando a banda se apresentou em Stafford, no V Festival britânico.

## Pessoal
- Matthew Bellamy – voz, guitarras, piano, produção, Mixagem
- Christopher Wolstenholme – baixo, voz secundária, guitarra, produção, mixagem
- Dominic Howard – bateria, caixa de ritmos em "Take a Bow", produção, mixagem
- Morgan Nicholls – teclados, sintetizadores, voz secundária, percussão